# Šmaver (gmina Nova Gorica)
Šmaver – wieś w Słowenii, w gminie miejskiej Nova Gorica. W 2018 roku pozostawała niezamieszkana. 